# Dmitri Toursounov
Dmitri Toursounov (ou Dmitry Tursunov ; en cyrillique Дмитрий Турсунов), né le 12 décembre 1982 à Moscou, est un joueur puis entraîneur de tennis russe, professionnel de 2000 à 2017.
Durant sa carrière, il a remporté sept titres en simple sur le Circuit ATP ainsi que la Coupe Davis en 2006.

## Biographie
Dmitry Igorevich Tursunov est le fils d'un ingénieur à l'Institut unifié de recherches nucléaires et d'une comptable.
À l'âge de 12 ans, il quitte Moscou pour la Californie pour s'entraîner à la Gorin Tennis Academy de Sacramento.

## Carrière
En 2006, il contribue à la victoire de la Russie en Coupe Davis, remportant au cours de la campagne un match contre Richard Gasquet en quart de finale (6-1, 3-6, 6-7, 6-3, 7-5). En demi-finale, il apporte le point de la qualification en écartant Andy Roddick (6-3, 6-4, 5-7, 3-6, 17-15). En finale face à l'Argentine, il remporte le double avec Marat Safin. Il est sélectionné en finale en 2007 contre les États-Unis, Roddick prenant sa revanche à cette occasion. Il représente son pays avec plus ou moins de succès jusqu'en 2014, totalisant 14 sélections dans la compétition.
Dmitry Tursunov remporte son dernier tournoi le 18 juin 2011 en s'imposant sur le gazon de Bois-le-Duc devant le Croate Ivan Dodig (6-3, 6-2) lors d'une finale perturbée par la pluie.
Il compte 12 titres sur le circuit Challenger en simple et 5 en double.

## Après-carrière
Fin 2017, il rejoint l'équipe d'Elena Vesnina. Il travaille ensuite avec la Biélorusse Aryna Sabalenka, amenant celle-ci dans le top 10 mondial fin 2018.
Il collabore avec l'Estonienne Anett Kontaveit à partir de l'US Open 2021. Elle parvient cette année-là en finale du Masters et atteint en 2022 le 2e rang mondial. Leur collaboration cesse en juin 2022. Il conseille brièvement Emma Raducanu lors de l'US Open 2022 puis entraîne Belinda Bencic pour la fin de saison et jusqu'en avril 2023.

## Vie privée
En 2008, Dmitri rencontre sa future épouse, la créatrice de bijoux Adèle Bakhtiyarova, lors d'un match à Dubaï,. En 2019, aux États-Unis, leur fille, Agnès, est née,. Dix mois après la naissance de l'enfant, Dmitri a demandé le divorce.

## Parcours dans les tournois duGrand Chelem

### En simple
| Année | Open d'Australie | Open d'Australie | Internationaux de France | Internationaux de France | Wimbledon       | Wimbledon        | US Open         | US Open         |
| ----- | ---------------- | ---------------- | ------------------------ | ------------------------ | --------------- | ---------------- | --------------- | --------------- |
| 2003  | —                | —                | —                        | —                        | —               | —                | 3e tour (1/16)  | Xavier Malisse  |
| 2004  | 1er tour (1/64)  | Ivan Ljubičić    | 1er tour (1/64)          | Potito Starace           | 3e tour (1/16)  | Carlos Moyà      | 2e tour (1/32)  | Fabrice Santoro |
| 2005  | —                | —                | 2e tour (1/32)           | Forfait                  | 1/8 de finale   | S. Grosjean      | 2e tour (1/32)  | F. González     |
| 2006  | 2e tour (1/32)   | Tommy Robredo    | 3e tour (1/16)           | David Nalbandian         | 1/8 de finale   | Jarkko Nieminen  | 3e tour (1/16)  | Tomáš Berdych   |
| 2007  | 3e tour (1/16)   | Tomáš Berdych    | 2e tour (1/32)           | F. Verdasco              | 3e tour (1/16)  | Tommy Haas       | 1er tour (1/64) | Tim Henman      |
| 2008  | 2e tour (1/32)   | Sam Querrey      | 3e tour (1/16)           | Jérémy Chardy            | 3e tour (1/16)  | Janko Tipsarević | 3e tour (1/16)  | N. Davydenko    |
| 2009  | 1er tour (1/64)  | Flavio Cipolla   | 1er tour (1/64)          | Arnaud Clément           | 1er tour (1/64) | Mischa Zverev    | 1er tour (1/64) | Marc Gicquel    |
| 2010  | —                | —                | 1er tour (1/64)          | D. Gimeno-Traver         | 1er tour (1/64) | Rainer Schüttler | 1er tour (1/64) | Jürgen Melzer   |
| 2011  | 1er tour (1/64)  | Viktor Troicki   | 1er tour (1/64)          | Xavier Malisse           | 2e tour (1/32)  | Jürgen Melzer    | 1er tour (1/64) | Steve Darcis    |
| 2012  | 1er tour (1/64)  | Janko Tipsarević | 2e tour (1/32)           | Julien Benneteau         | 1er tour (1/64) | Florian Mayer    | —               | —               |
| 2013  | —                | —                | 2e tour (1/32)           | Victor Hănescu           | 1er tour (1/64) | Tommy Haas       | 3e tour (1/16)  | Richard Gasquet |
| 2014  | 2e tour (1/32)   | Denis Istomin    | 3e tour (1/16)           | Roger Federer            | 1er tour (1/64) | Denis Istomin    | 1er tour (1/64) | A. González     |
| 2015  | —                | —                | —                        | —                        | —               | —                | —               | —               |
| 2016  | 1er tour (1/64)  | S. Wawrinka      | 1er tour (1/64)          | R. Bautista-Agut         | 1er tour (1/64) | João Sousa       | —               | —               |
| 2017  | 1er tour (1/64)  | Radek Štěpánek   | —                        | —                        | 1er tour (1/64) | Fabio Fognini    | 1er tour (1/64) | Cameron Norrie  |

N.B. : à droite du résultat se trouve le nom de l'ultime adversaire.

### En double
| Année | Open d'Australie              | Open d'Australie            | Internationaux de France     | Internationaux de France     | Wimbledon                        | Wimbledon                     | US Open                       | US Open                 |
| ----- | ----------------------------- | --------------------------- | ---------------------------- | ---------------------------- | -------------------------------- | ----------------------------- | ----------------------------- | ----------------------- |
| 2004  | —                             | —                           | 1er tour (1/32) A. Fisher    | M. Knowles D. Nestor         | —                                | —                             | —                             | —                       |
| 2005  | —                             | —                           | —                            | —                            | —                                | —                             | —                             | —                       |
| 2006  | —                             | —                           | 1er tour (1/32) T. Phillips  | J. Acasuso S. Prieto         | 1er tour (1/32) P. Kohlschreiber | F. Santoro N. Zimonjić        | 1er tour (1/32) S. Grosjean   | M. Fish F. González     |
| 2007  | —                             | —                           | 1/4 de finale I. Kunitsyn    | F. Santoro N. Zimonjić       | 2e tour (1/16) I. Kunitsyn       | T. Johansson A. Pavel         | 1er tour (1/32) I. Kunitsyn   | M. Bhupathi N. Zimonjić |
| 2008  | 1er tour (1/32) I. Kunitsyn   | J. Erlich A. Ram            | 1/2 finale I. Kunitsyn       | D. Nestor N. Zimonjić        | 2e tour (1/16) I. Kunitsyn       | B. Bryan M. Bryan             | 1/8 de finale I. Kunitsyn     | B. Soares D. Vemić      |
| 2009  | 2e tour (1/16) I. Kunitsyn    | M. Bhupathi M. Knowles      | 1/4 de finale I. Kunitsyn    | D. Nestor N. Zimonjić        | 1er tour (1/32) I. Kunitsyn      | C. Kas V. Troicki             | 1er tour (1/32) T. Gabachvili | N. Almagro R. Ramírez   |
| 2010  | —                             | —                           | 1er tour (1/32) R. De Voest  | F. Čermák M. Mertiňák        | 1er tour (1/32) K. Beck          | J. Benneteau M. Llodra        | 1er tour (1/32) M. Russell    | S. Aspelin P. Hanley    |
| 2011  | 1er tour (1/32) M. Zverev     | D. Brown R. Wassen          | —                            | —                            | 2e tour (1/16) G. Dimitrov       | C. Fleming R. Hutchins        | 1er tour (1/32) G. Dimitrov   | E. Butorac J.-J. Rojer  |
| 2012  | 1er tour (1/32) M. Kukushkin  | A. Bogomolov I. Kunitsyn    | —                            | —                            | 1er tour (1/32) S. Stakhovsky    | Sa. Ratiwatana So. Ratiwatana | —                             | —                       |
| 2013  | —                             | —                           | 1er tour (1/32) E. Donskoy   | A.-U.-H. Qureshi J.-J. Rojer | 1er tour (1/32) J. Nieminen      | R. Bopanna É. Roger-Vasselin  | 1er tour (1/32) J. Nieminen   | L. Paes R. Štěpánek     |
| 2014  | 2e tour (1/16) J. Nieminen    | M. Fyrstenberg M. Matkowski | 1er tour (1/32) M. Ebden     | D. Nestor N. Zimonjić        | 2e tour (1/16) A. Nedovyesov     | J. Knowle M. Melo             | —                             | —                       |
| 2015  | —                             | —                           | —                            | —                            | —                                | —                             | —                             | —                       |
| 2016  | 1er tour (1/32) A. Dolgopolov | Pablo Cuevas M. Granollers  | 1er tour (1/32) M. Baghdatís | B. Baker M. Daniell          | —                                | —                             | —                             | —                       |

N.B. : le nom du ou de la partenaire se trouve sous le résultat ; le nom des ultimes adversaires se trouve à droite.

### En double mixte
| Année | Open d'Australie | Open d'Australie | Internationaux de France | Internationaux de France | Wimbledon                          | Wimbledon                          | US Open | US Open |
| ----- | ---------------- | ---------------- | ------------------------ | ------------------------ | ---------------------------------- | ---------------------------------- | ------- | ------- |
| 2008  | —                | —                | —                        | —                        | 2e tour (1/16) Nadia Petrova       | Liezel Huber Jamie Murray          | —       | —       |
| 2010  | —                | —                | —                        | —                        | 1/4 de finale Vera Dushevina       | Iveta Benešová Lukáš Dlouhý        | —       | —       |
| 2014  | —                | —                | —                        | —                        | 1er tour (1/32) Megan Moulton-Levy | Janette Husárová Jaroslav Levinský | —       | —       |
| 2016  | —                | —                | —                        | —                        | 1er tour (1/32) Andrea Petkovic    | K. Siniaková Jiří Veselý           | —       | —       |
| 2017  | —                | —                | —                        | —                        | 1er tour (1/32) Daria Gavrilova    | Makoto Ninomiya Yosuke Watanuki    | —       | —       |

N.B. : le nom de la partenaire se trouve sous le résultat ; le nom des ultimes adversaires se trouve à droite.

## Parcours dans lesMasters 1000
| Année | Indian Wells           | Miami                    | Monte-Carlo            | Rome                | Hambourg puis Madrid | Canada                   | Cincinnati                    | Madrid puis Shanghai | Paris                      |
| ----- | ---------------------- | ------------------------ | ---------------------- | ------------------- | -------------------- | ------------------------ | ----------------------------- | -------------------- | -------------------------- |
| 2004  | 1er tour T. Johansson  | 1er tour A. Pavel        | —                      | —                   | —                    | —                        | 1er tour F. González          | —                    | —                          |
| 2005  | 1er tour A. Calleri    | —                        | —                      | —                   | —                    | —                        | 1er tour G. Rusedski          | —                    | 1/8 de finale N. Davydenko |
| 2006  | 2e tour I. Andreev     | 1/8 de finale R. Federer | 1er tour J. C. Ferrero | 1er tour P. Starace | 1er tour F. González | 1/8 de finale R. Federer | 2e tour R. Ginepri            | 1er tour K. Vliegen  | 1/8 de finale N. Davydenko |
| 2007  | 2e tour E. Korolev     | 2e tour S. Bolelli       | 1er tour G. Gaudio     | 2e tour F. González | 1er tour I. Andreev  | 1er tour N. Kiefer       | 1er tour J. Benneteau         | 1er tour A. Calleri  | 1er tour Mardy Fish        |
| 2008  | 2e tour J. I. Chela    | 1/8 de finale T. Berdych | 1er tour I. Andreev    | 1er tour J. Acasuso | 1er tour A. Murray   | 1/8 de finale J. Blake   | 1/8 de finale A. Murray       | 1er tour V. Hănescu  | 2e tour N. Djokovic        |
| 2009  | 3e tour R. Nadal       | 3e tour A. Roddick       | —                      | —                   | —                    | 1er tour I. Andreev      | —                             | —                    | —                          |
| 2010  | —                      | —                        | —                      | —                   | —                    | —                        | —                             | —                    | —                          |
| 2011  | —                      | —                        | —                      | —                   | —                    | —                        | —                             | 2e tour Forfait      | 1er tour A. Mannarino      |
| 2012  | —                      | —                        | —                      | —                   | —                    | —                        | —                             | —                    | —                          |
| 2013  | 1er tour P. Petzschner | 2e tour Forfait          | —                      | —                   | —                    | —                        | 1/4 de finale J. M. del Potro | 1er tour C. Berlocq  | 1er tour M. Granollers     |
| 2014  | 3e tour R. Federer     | 2e tour D. Istomin       | 2e tour T. Berdych     | 2e tour T. Berdych  | 1er tour D. Thiem    | —                        | —                             | —                    | —                          |
| 2015  | —                      | —                        | —                      | —                   | —                    | —                        | —                             | —                    | —                          |
| 2016  | 1er tour I. Marchenko  | —                        | —                      | —                   | —                    | 1er tour G. Müller       | —                             | —                    | —                          |

N.B. : sous le résultat se trouve le nom de l’ultime adversaire.